# Fartygsradiostation
En fartygsradiostation är på fartyg befintlig radioutrustning, som för användandet fått en unik anropssignal tilldelad av ett lands telemyndighet eller försvarsmakt. Fartygsradiostationer finns för både civilt och militärt bruk, och kan användas för trafik med andra fartyg, eller mellan fartyg och land. I senare fallet via kustradiostation, eller via satellit-jordstation. Radio för sjöfartens behov, inklusive till exempel radar, kallas sjöradio.

## Tidig historia
- År 1897 utförde Guglielmo Marconi radioexperiment mellan två italienska krigsfartyg utanför La Spezia, där telegraferingssträckan blev 12 nautiska mil (ca 22 km).[1]
- I juli 1898 fick den civila engelska ångaren Flying Huntress en fartygsradiostation tillfälligt installerad, för att som första idrottsrelaterade användning av radio, kunna sända resultat från Kingstonregattan till tidningen Daily Express.[2]
- Julafton 1898 öppnades radiotelegrafförbindelse mellan East Goodwin fyrskepp och South Forelandfyren utanför sydöstra England. Den 3 mars 1899 kolliderade ångaren R F Matthews med fyrskeppet, som via radio meddelade South Foreland, varifrån hjälp sändes ut. Detta var första gången ett nödmeddelande sändes via radio från fartyg.[1]
- Våren 1902 seglade Marconi med amerikanska fartyget Philadelphia från Frankrike till USA. Fartyget var utrustat med kohär och bläckskrivare för att som experiment kunna ta emot radiosändningar från bland andra kustradiostationen i Poldhu i Cornwall. Sista mottagandet skedde strax utanför amerikanska kusten, men mottagningen var då mycket dålig.[3]
- I Sverige utrustades flottans pansarbåtar Oden, Thor och Niord samt torpedkryssaren Claes Uggla med trådlös apparatur år 1901, och förbindelse uppnåddes som längst på 49 km avstånd.[4]
- Det första svenska handelsfartyget med fartygsradiostation var Göteborgsrederiet Wilson & Co:s kolångare St. Paul, som 15 december 1911 sände första telegrammet. Fartyget fick också den första koncessionen för gnistsändare som utfärdades av Kungliga Telegrafstyrelsen den 4 oktober 1912. St Paul:s anropssignal var SFA. Fartyget minsprängdes och sjönk utanför Tyne i England 2 september 1914, som första svenska fartyg att falla offer för första världskriget. Under tiden som nödmeddelandet SOS sändes ut, föll antennen ned.[5]
- Första svenska privatägda fartyg med radiostation var bogserbåten Max i Göteborg den 27 januari 1912. Då båtens ägare var sillexportörer, kunde fartyget rapportera in fångstresultat från de inbogserade fiskepråmarna, vilket medförde snabbare försäljning av fisken. Konkurrensfördelen gjorde att fartyget fick radiomasten kapad, och fiskare vägrade sälja sin vara till båtens ägare.[6]

## Utveckling fram till 1940
Internationella konferenser om trådlös kommunikation till sjöss hölls 1903 och 1906. Bolaget Marconi hindrades från att få monopol på området, då alla kustradiostationer blev skyldiga att vidarebefordra alla fartygsstationers telegram oberoende av radiostationernas fabrikat. Regler för nödtrafik antogs, till exempel kom man överens om nödsignalen SOS, samt att fartygsradiostationer skulle betjänas av certifierade telegrafister.
Internationella konferensen 1912 hölls några månader efter katastrofen med Titanic. Det innebar ytterligare regler för sjösäkerhet mot bakgrund av erfarenheterna från olyckan, bland annat krav på ständig passning av nödfrekvensen för telegrafi 500 kHz på alla fartygsradiostationer, samt extra nödsändare med reservkraft för minst 6 timmar på större fartyg. Ytterligare regler antogs vid konferenser om "Safety of Life at Sea" SOLAS 1914 och framåt, däribland regler om tystnadsperioder (eng. Silence Period=SP) på 3 minuter varje halvtimma, (minuterna 15-18 samt 45-48) då alla radiostationer skall lyssna på nödfrekvens. 
Internationella nödanropet på radiotelefoni, "Mayday", fastslogs 1929.
Elektronikkomponenter utvecklades snabbt i början av 1900-talet. De tidiga mottagarna med kohär, ersattes med Marconis mottagare med magnetisk detektor och därefter med kristalldetektorer. På 1920-talet slog rörmottagare igenom mera allmänt i fartygen, och i slutet på decenniet kom yttre högtalare vilket gjorde att telegrafisterna inte ständigt behövde arbeta med hörlurar på sig.
Då triod-elektronröret förbättrats på 1910- och början av 1920-talet, började det även ersätta de tidiga gnistsändarna. Enligt internationell överenskommelse 1927 fick inte gnistsändare med hög effekt användas ombord efter 1 januari 1940, och den gamla utrustningen fasades ut under 1930-talet.
För att kunna uppfylla kravet på ständig passning av nödfrekvens även på fartyg med en ensam telegrafist tillkom en alarmapparat, eller "autoalarm", i slutet av 1920-talet. Denna apparat uppfångade de 4 sekunder långa signaler åtskilda av 1 sekunds mellanrum, som enligt internationella överenskommelser skall föregå ett SOS-meddelande. Efter 4 uppfångade alarmsignaler aktiverades alarmklockor i radiohytten, telegrafistens bostadshytt och på bryggan.
Kommunikationsmetod för fartygsradiostationer var från början enbart telegrafi på långvåg, men med rörsändarnas intåg i början av 20-talet började även telefoni på långvåg, och senare samma decennium började fartyg även att utrustas för telegrafi på kortvåg.
 Några fartyg i oceanfart utrustades för telefoni på kortvåg under senare delen av 1930-talet, bland annat Svenska Amerika Liniens Gripsholm och Kungsholm. Då radiosamtal kan uppfattas av alla som lyssnar på rätt frekvens, och i alla påslagna radioapparater ombord, utrustades speciellt passagerarfartygen med talförvrängare (eng. scrambler), av telegrafisterna kallad "duck" då talet omvandlades till något Kalle Anka-liknande. Det så kallade gränsvågsbandet, frekvenser mellan lång- och kortvåg, fördelades för radiotelefoni vid en internationell konferens 1932.

## Utveckling fram till 1960
Vid de internationella radiokonferenser som hölls efter andra världskriget, 1947 och 1948, beslutades om uppdelning av frekvensband, där främst flygradion tilldelades cirka 30 procent av fartygsradions frekvensband.
Nödfrekvens på telefoni blev 2182 kHz, och skulle ha tystnadsperiod 3 minuter efter varje hel- och halvtimma.

En alarmsignal för radiotelefoni, på telegrafistslang kallad "nödgöken", togs fram på initiativ från en radiokonferens i Göteborg 1955, och blev internationell standard 1959. Denna alarmsignal bestod av två toner på 2200 Hz-1300 Hz sända på 2182 kHz och skulle föregå ett telefoni-nödmeddelande. Signalen påminner om en ambulans, och skulle höras bättre av vakthavande på bryggan.

Då det började bli trångt på radiofrekvenserna, kom krav på förbättrad noggrannhet hos sändare och mottagare.
Enligt beslut från de tidigare radiokonferenserna, måste reservsändare med helt separata matnings- och styrsystem finnas. Dessutom tillkom krav på att automatisk teckengivare för alarmsignal, nödmottagare och testmöjlighet av nödutrustningen skulle finnas ombord.

En stor förbättring för radiotelefonin kom när fartygen utrustades med sändare och mottagare för Enkelt sidband (SSB). Detta innebar mindre störningar på samtalet och effektivare användning av sändareffekten. Första svenska installationen av SSB-sändare/mottagare gjordes på Svenska Amerikalinjens Gripsholm (anropssignal SLQT) år 1957.

## Utveckling från 1960 till GMDSS

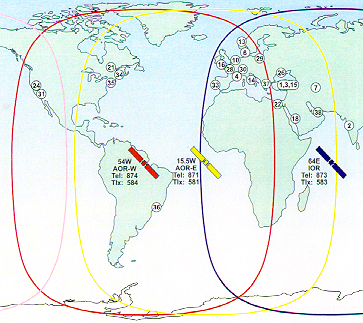
Täckningsområde för de ursprungliga 3 INMARSAT-satelliterna i GMDSS. Nordiska markstationer finns i Eik i Norge, och fanns då även i Blaavand i Danmark.

I och med uppfinningen av transistorn togs återigen ett tekniksprång. Under 60-talet började sändare användas som hade transistorer i styrdelen, inklusive frekvenssyntes som ersättning för styrkristaller, men rör fanns fortfarande i slutsteget. En extra finess var införande av automatisk antennavstämning (eng. antenna-tuner), det vill säga elektrisk anpassning av antennen till sändarens frekvens med hjälp av en LC-krets, tidigare ett tidsödande manuellt arbete som nu ersattes med en knapptryckning. På mottagarsidan kom heltransistoriserade mottagare av mycket god kvalitet att ersätta rörmottagarna i fartygsradiostationer först i mitten av 1970-talet.
Då telex och telefax börjat användas i land uppstod behov att kommunicera med dessa trafikslag till fartyg. I Västtyskland gjordes 1960 experiment med telefax till fartyg som betecknades som mycket lyckade.
Efter att telex via radio testats i flera år i olika länders fartyg som en teknik där man först måste avtala om hur sändningen skulle gå till, utvecklade svenska Televerket Radio systemet Maritex, som blev ett datoriserat system för helautomatisk telex via kortvåg. Försök började på Salénrederiernas passagerarfärja Tor Hollandia och tankfartyget Sea Sovereign 1969, och 1972 öppnade Maritexsystemet för kommersiell drift, där de landbaserade datorerna i systemet var placerade på kustradiostationen Göteborg radio. 

Från 1960 infördes VHF-radio på 160 MHz bandet. Denna användes för kusttelefoni inom horisontavstånd, samt för kontakt med hamnmyndigheter, lotsar och andra fartyg med anrops och nödkanal 16. Efter inledande oklarhet om moduleringsteknik enades man slutligen om frekvensmodulering (FM). Efter att de första VHF-apparaterna varit rörbestyckade blev de från mitten av 1980-talet heltransistoriserade.
Vid en konfererens hållen av IMCO (Intergovernmental Maritime Consultative Organization, dvs FN:s sjöfartsorgan) i London 1975, enades man om att arbeta för ett världsomspännande maritimt satellitsystem, och att en internationell organisation för detta behövdes. Fördelarna var bland annat förbättrad kvalitet på telefoni, vilket skulle underlätta för ombordanställda.
1976 sändes de två första satelliterna i amerikanska Marisat-systemet, Marisat I och II upp över Atlanten och Stilla Havet, och internationella provsändningar började via markstationer i USA.
År 1979 började Inmarsat (International Maritime Satellite Organization) arbetet med att förvalta och driva ett världsomspännande satellitsystem för sjöfart. Med en tredje Marisat-satellit i drift över Indiska Oceanen hade Inmarsat 33 länder anslutna inom ett år. Amerikanska Marisat avlöstes 1982 av Inmarsat, med den första jordstationen i Europa placerad i Eik, sydost om Stavanger i Norge.
I Sverige godkändes 1983 att utrustning för Inmarsat satellitkommunikation fick ersätta huvudsändaren för kortvåg på svenska fartyg. En separat nödsändare måste dock finnas.

Ett världsomspännande nytt sjösäkerhetssystem, GMDSS (Global Maritime Distress and Safety System), delvis baserat på satellitkommunikation, antogs 1988 av IMO (International Maritime Organization, FN:s rådgivande sjöfartsorgan och efterföljare till IMCO) och trädde i kraft 1 februari 1999.
GMDSS innebär att alla fartyg i internationell trafik[källa behövs] utrustas med långvågsmottagaren Navtex för navigationsvarningar med mera samt satellitnödsändare (EPIRB). Anrop sker via digitalt selektivanrop där varje fartyg har en egen identitetskod sjöradionummer, och uppkallning sker enligt telefonnummerprincipen. Ingen telegrafikunnig personal behövs därmed ombord.
Ett globalt nät av sambandsstationer för sjöräddning, MRCC (Maritime Rescue Co-ordination Center), har byggts upp. I Sverige finns JRCC på Käringberget i Göteborg.
Alla svenska GMDSS-operatörer skall inneha GOC (General Operators Certificate), och utbildningen integreras numera i sjöbefälsutbildningen.

## Militär tillämpning
Ubåtarnas behov av att hålla sig dolda, ger speciella krav på radioutrustningen.
Då låga frekvenser fortplantas lättare i vatten, används långvåg (VLF) på 14–25 kHz för att sända meddelanden till ubåtar i u-läge. Dessa meddelanden kan tas emot av ubåten ner till cirka tjugo meters djup, beroende bland annat på vattnets salthalt och effekt hos sändaren.
Av denna anledning har radiostationen i Grimeton kommit till användning, långt efter det att ursprungliga funktionen som långvågssändare till USA upphört.
Ytterligare ett önskemål är att radiosändning från ubåt sker under så kort tid som möjligt. Då en del av antennen måste vara över vattenytan vid sändning finns risk för upptäckt av antennen och pejling av signalen.  
Under de sista åren av andra världskriget använde tyska marinen därför snabbsändning för att undgå upptäckt. Det innebär att meddelandet komprimeras, så att sändningen tar mindre än 1 sekund att genomföra. Med modern teknik har förbättrade system för snabbsändning utvecklats.

## Exempel på fartygsradiostation före GMDSS

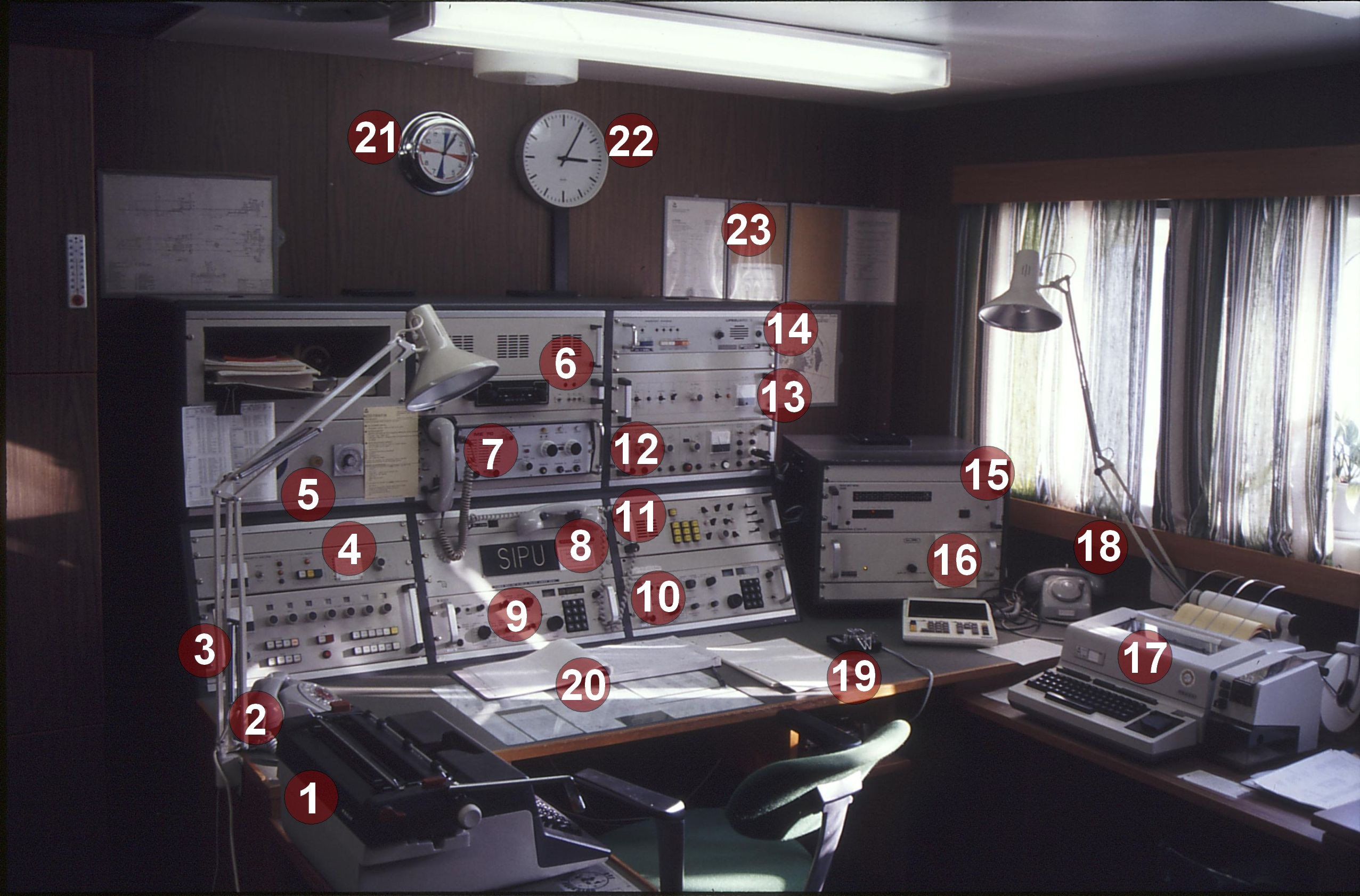
Fartygsradiostation på PCTC Madame Butterfly med anropssignal SIPU.

Första exemplet är radiohytten på biltransportfartyget Madame Butterfly 1986, dvs. ett fartyg i oceanfart med krav på telegrafist ombord, innan säkerhetssystemet GMDSS trätt i kraft. 
Arrangemanget på bilden är representativt för de fartygsstationer från 70/80-talen vilka hyrdes ut av Televerket Radio till svenska redare.
- 1. Skrivmaskin för diverse expeditionsarbete.
- 2. Interntelefon kopplad till fartygets telefonväxel.
- 3. Styrsändare (eng. Exciter) till huvudsändaren (i detta fall en automatavstämd ITT-Standard Radio ST1610 för delat montage) med inställningsmöjligheter för frekvens (från långvåg upp till 30 MHz kortvåg), typ av sändning (telegrafi, telefoni och telex) och uteffekt (steg upp till 1,5 kW PEP). Snabbknappar för alarmsignal i nödsituation. Det finns även en koppling till Maritex-systemets ARQ-enhet (15) för automatisk styrning av sändaren vid telextrafik. Styrsändarens lågnivåsignal (100 mW PEP) vidarebefordras till sändarens effektförstärkare som finns i ett apparatrum ca 30 m akterut. Det aktra utrymmet fungerar även som reserv-radiohytt.
- 4. Fjärrmanöverenhet till huvudsändaren och, i högerkant, anntennväljare för olika sändarantenner.
- 5. Timer till bandspelaren (6).
- 6. Yttre högtalare (överst) samt FM-radio och bandspelare med inspelningsmöjlighet från olika mottagare.
- 7. marin VHF-transceiver, (SRA ME70) dvs sändare och mottagare för VHF-kommunikation sammanbyggda till en enhet. Motsvarande Tranceiver finns på bryggan.
- 8. Handmikrotelefon, det vill säga telefonlur med PTT-omkopplare mellan sändning och mottagning i luren. Används här för kortvågs- och gränsvågstelefoni med halv duplex. Fartygsradiostationens anropssignal, här SIPU, enligt internationellt tilldelad landskod.
- 9. Huvudmottagare (Skanti R5001S) avsedd för mottagning av marin radiotrafik på telegrafi och telefoni mellan 10 kHz och 30 MHz. Inställbar med knappsats eller med ratt.
- 10. Reservmottagare, i detta fallet exakt samma typ som huvudmottagaren. Kravet var att reservmottagaren skulle kunna strömförsörjas från radiostationens nödbatterier. I detta fallet kunde båda mottagarna drivas på 24V DC eller olika varianter av 50–60 Hz AC.
- 11. Distributionspanel B20610. Används för att koppla olika mottagare till olika högtalare alt. telefonlur, samt i högerkant antennväljare för olika mottagarantenner.
- 12. Nycklingsenhet som fjärrstyr reservsändaren (ITT-Standard Radio ST87). På enheten finns snabbinställningar för alarmsignal på telegrafi och telefoni, samt testmöjlighet av alarmmottagaren (14). På enheten finns också laddningkontroll och test av nödbatterierna som finns i ett utrymme ute på fartygets däck.
- 13. Kontrollpanel för fjärrstyrning av reservsändaren ST87, bland annat automatisk antennavstämning. Sändaren ger 100W på långvågstelegrafi och 15W på gränsvågstelefoni och drivs direkt av nödbatterierna. Effektdelen av sändaren finns som för huvudsändaren i apparatrum ca 30 m akterut.
- 14. Alarmmottagare (eng. Auto-alarm receiver). Används till att ta emot alarmsignalen på nödfrekvensen för telegrafi 500 kHz bestående av 12 st, 4 sekunder långa toner och däremellan en sekunds tystnad vilket skall föregå ett nödanrop (SOS) om tid finns. Efter korrekt mottagning av minst 4 av de 12 alarmsignalerna aktiveras alarmklockor i radiohytt, telegrafistens bostadshytt och på bryggan. Enhetens funktion testas dagligen med hjälp av signalgivare i reservsändaren (12).
- 15. Styrdator ARQ ITT-Standard Radio MX-80 (Automatic Repeat Request), till automatiska telexsystemet Maritex.
- 16. Mottagare (Skanti R-5000M). I grunden samma mottagare som (9) och (10) men specialanpassad för kommunikation med ARQ:n (15) vid Maritex-trafik.
- 17. Telexskrivare Siemens T1000. Terminal för sändning och mottagning av telexmeddelande via Maritex. Används även till att ge kommandon till ARQ:n (15). Enheten har också remsstans och remsläsare för hålremsa, vilket fungerar som en enkel "bandspelare" och gör det möjligt att till exempel förbereda långa meddelanden för sändning.
- 18. Röststyrd ("Sound Powered Telephone") kommunikationslinje till bryggan. Medger kommunikation även utan tillgång till batterikraft om fartyget blir strömlöst (eng. blackout).
- 19. Manipulator med paddlar till el-bugg, det vill säga halvautomatisk sändarnyckel för telegrafi. Beroende på redarens och telegrafistens preferenser fanns oftast även en manuell telegrafnyckel monterad under bordsskivan.
- 20. Radiodagbok. All trafik rörande fartygsradiostation skall anges i radiodagboken.
- 21. Stationsur. Tiden anges i UTC (tidigare GMT). Klockans timvisare ändras (på sjöslang "brassas") aldrig, till skillnad från (22). Tystnadsperioderna (eng Silence Period=SP) på telegrafi (15–18 och 45–48), samt telefoni (00–03 och 30–33) är markerade på urtavlan. Vid dessa tider skall trafik avbrytas och lyssning efter svaga nödsignaler göras.
- 22. Fartygets lokala tid kopplat till fartygets centralur. Timvisaren "brassas" en timma fram eller back beroende på hur fartyget rör sig mellan tidszonerna.
- 23. Fartygsradiostationens gällande internationella certifikat, utfärdat av telemyndighet. I detta fallet svenska Televerket.

## Exempel på GMDSS-fartygsradiostation
Andra exemplet är kommunikationskonsolen på bryggan hos ett fartyg med krav på GMDSS Area A3, det vill säga oceangående och med krav på satellitkommunikation.
- Konsolen består på vardera sidan av två oberoende terminaler av typ Sailor TT-3000E, samt printers till satellitsystemet Inmarsat mini-C. Dessa terminaler möjliggör e-mail, telex, fax och datatrafik. Transceiver dvs ihopbyggd sändare och mottagare, samt antenn till systemet finns utomhus.
- Överst i mittkonsolen finns manöverenhet till sändare och mottagare för Sailor System 5000 – marin telefoni på gränsvåg och kortvåg (MF/HF), samt inbyggd digitalt selektivanrop (DSC) inklusive vaktmottagare. MF/HF-tranceiverdelen med möjlighet till endera av 150, 200 eller 500W uteffekt finns i apparatrum. Automatisk antennavstämningsenhet till MF/HF-antenn finns utomhus.
- Därunder finns VHF-tranceivern, Sailor RT5022, som är halv-duplex. Sändaren är omkopplingsbar mellan 1 och 25W uteffekt, och funktioner för DSC finns inbyggda. Enheten kan med en knapptryckning repetera de senaste 90 sekundernas inkommande trafik.
- Näst underst finns moduler för sändning och mottagning av nödsignal via Inmarsat mini-C, "Remote Distress Alarm". En modul för vardera av de två separata satellitsystemen.
- Underst i mittkonsolen finns batteripanel med möjlighet att snabbt kontrollera batteriernas kondition. Inmarsat mini-C drivs med 28V 25A DC, medan MF/HF-transceivern drivs med 24VDC eller 115/230VAC.
- Förutom bryggkonsolen tillkommer enheter för AIS, Navtex, flera handhållna enheter för marin VHF, samt EPIRB-nödradiofyr och SART-transpondrar.